# Tagebau Cospuden
Der Tagebau Cospuden war ein Betrieb zur Gewinnung von Braunkohle im Mitteldeutschen Braunkohlerevier in Sachsen.

## Geografische Lage
Der Tagebau Cospuden befand sich im Süden der Stadt Leipzig nördlich des Tagebaus Zwenkau. Er gehörte zum Bornaer Revier. Die Bergbaufolgelandschaft liegt heute teilweise auf dem Gebiet der Stadt und des Landkreises Leipzig. Auf dem rekultivierten Gelände befindet sich heute der Cospudener See, nördlich liegt der erhalten gebliebene Leipziger Auwald.

## Aufschlussgeschichte

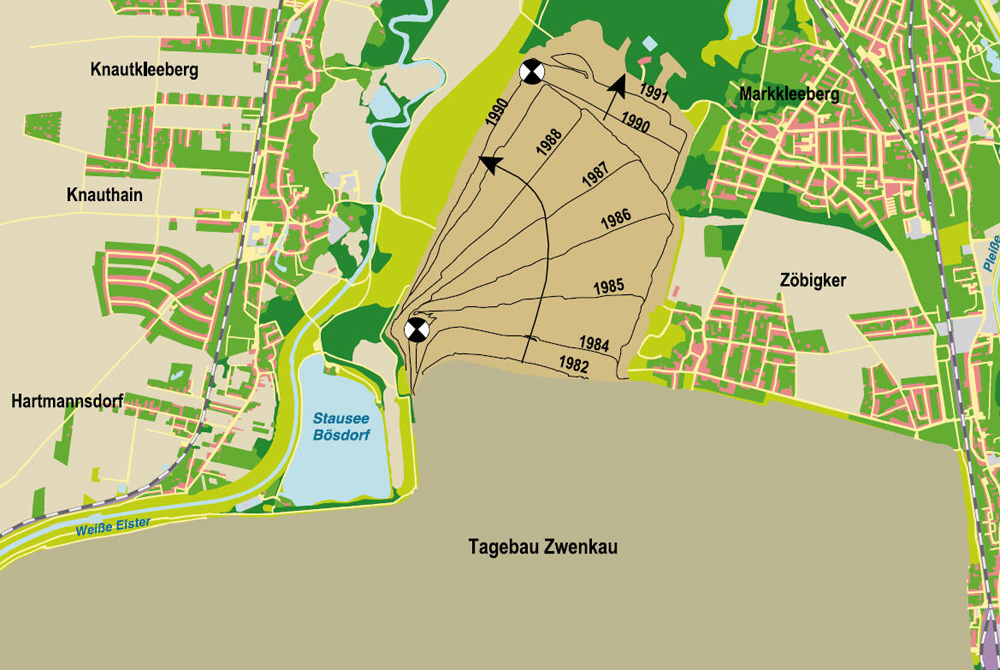
Der Abbauverlauf im Tagebau Cospuden 1981–1991

Infolge der Erdölkrisen strebte die DDR seit Mitte der 1970er Jahre eine maximale Nutzung der heimischen Braunkohle an, was zu einer radikalen Auskohlungspolitik führte. Der Tagebau Zwenkau hatte von 1974 bis 1980 das Gebiet südlich der Verbindungslinie Zöbigker-Knauthain abgebaut und verlief weiter in westlicher Richtung. Zwischen Markkleeberg und den südwestlichen Ortsteilen Leipzigs erstreckte sich aber unter dem Leipziger Auenwald ein abbaugünstiges Kohlefeld, das mit einem Verhältnis von Abraummasse zu gewinnbarer Kohle von 2,7:1 eines der günstigsten solcher Verhältnisse in Mitteldeutschland aufwies.
Ungeachtet der damit verbundenen Umweltzerstörungen wurde im April 1981 von der nördlichen Randböschung des Zwenkauer Tagebaus aus mit dem Aufschluss des neuen Tagebaus begonnen. Die Kohleförderung aus den beiden Flözen, deren Mächtigkeit zwischen acht und zwölf beziehungsweise zwei und zehn Metern lag, startete im August 1981. Der Transport des Abraums erfolgte (ab 1983) durch eine Bandanlage, der der Kohle durch Zugbetrieb. Der Tagebau Cospuden war über Entwässerung und Abraumführung eng mit dem Tagebau Zwenkau verbunden und gehörte wie dieser zum VEB Braunkohlenwerk (BKW) Borna.

## Abbauverlauf

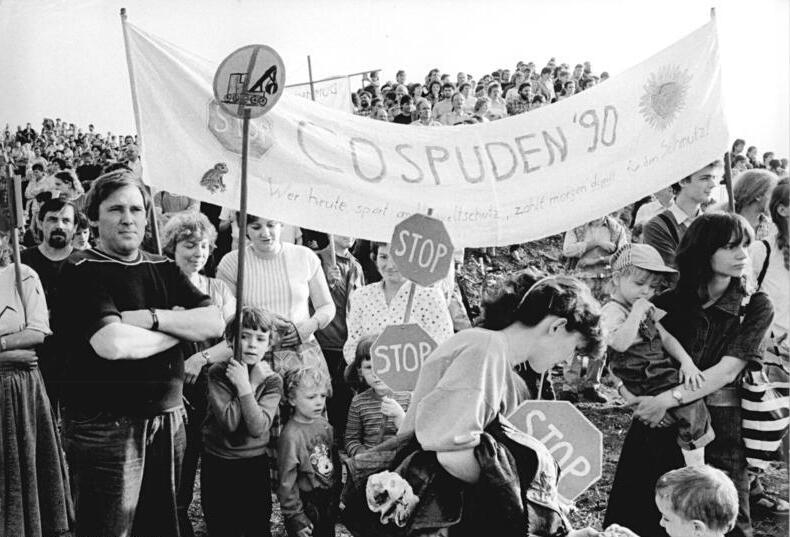
Protest gegen die Fortführung des Tagebaus Cospuden

Der Abbau verlief zunächst als Schwenkung um einen Drehpunkt in der Nähe des Stausees Bösdorf. Dabei wurden zwischen 1983 und 1986 das Gut Lauer und 1980 das bereits 1974 devastierte Cospuden, das dem Tagebau seinen Namen gab, überbaggert. 1989 wurde weiter nördlich der nächste Drehpunkt eingerichtet und mit der Überbaggerung weiteren Auenwaldes in Richtung Norden begonnen.
Mit der Wende formierte sich ein breiter Widerstand gegen die Fortführung der Förderung unter Vernichtung wertvoller Natur- und Erholungslandschaft. Im Januar 1990 wurde die Bürgerinitiative „Stoppt Cospuden 90“ gegründet, die am 18. März des Jahres einen Sternmarsch zum Tagebau organisierte. Über 10.000 Menschen nahmen teil. Der Protest hatte Erfolg. Am 20. April 1990 wurde der Vorschnitt des Tagebaus gestoppt, und am 7. Oktober 1992 verließ der letzte Kohlezug den Tagebau.
Damit fand der jüngste und kurzlebigste Tagebau im Südraum Leipzig sein Ende. Er hat 3,2 km² Gelände beansprucht, über 80 Personen wurden umgesiedelt. Es wurden während seines Betriebes 32 Millionen Tonnen Rohbraunkohle gefördert und 87 Millionen Tonnen Abraum bewegt.

## Rekultivierung

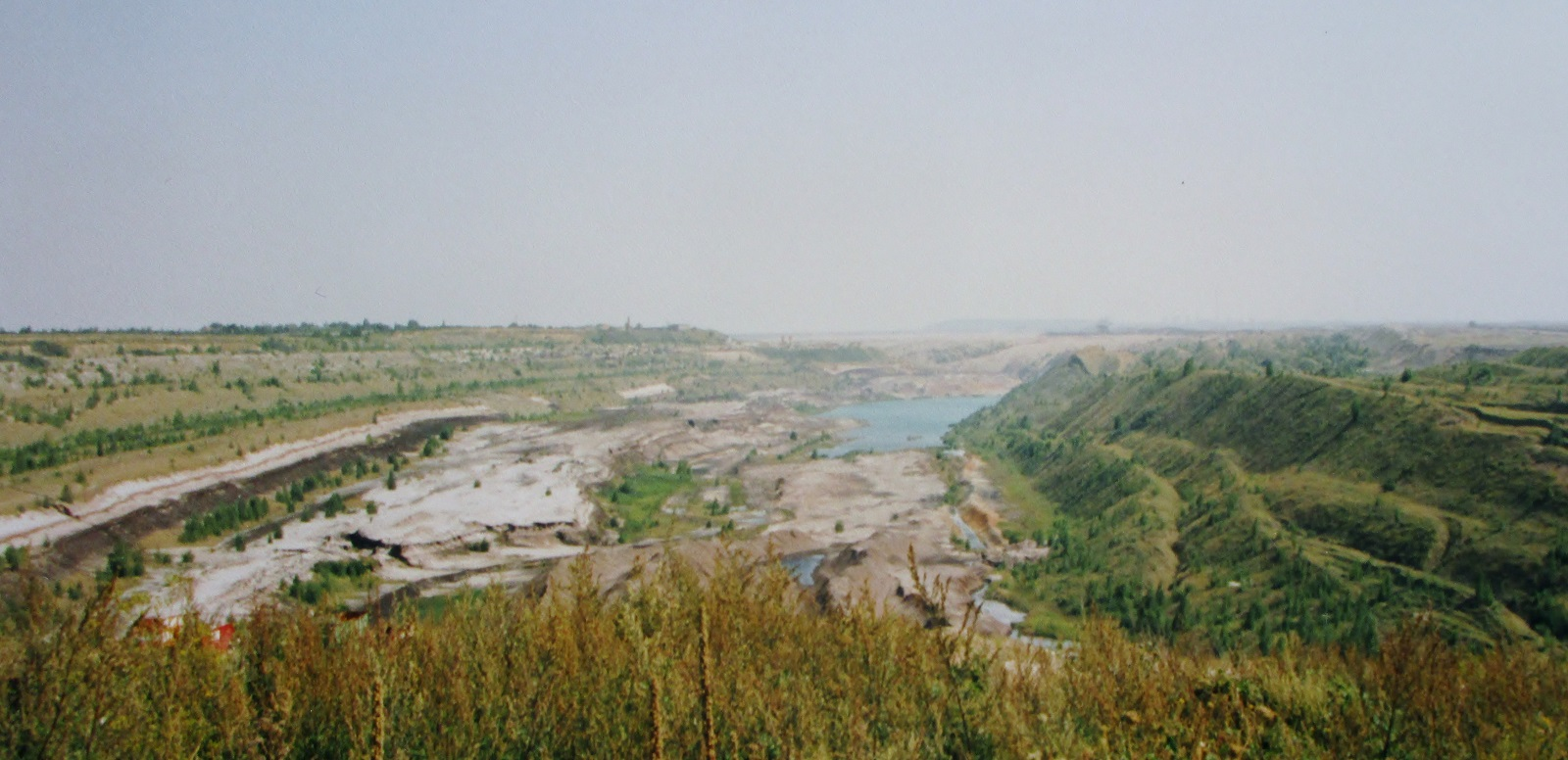
Tagebau Cospuden, Blickrichtung Süden, im Juli 1993

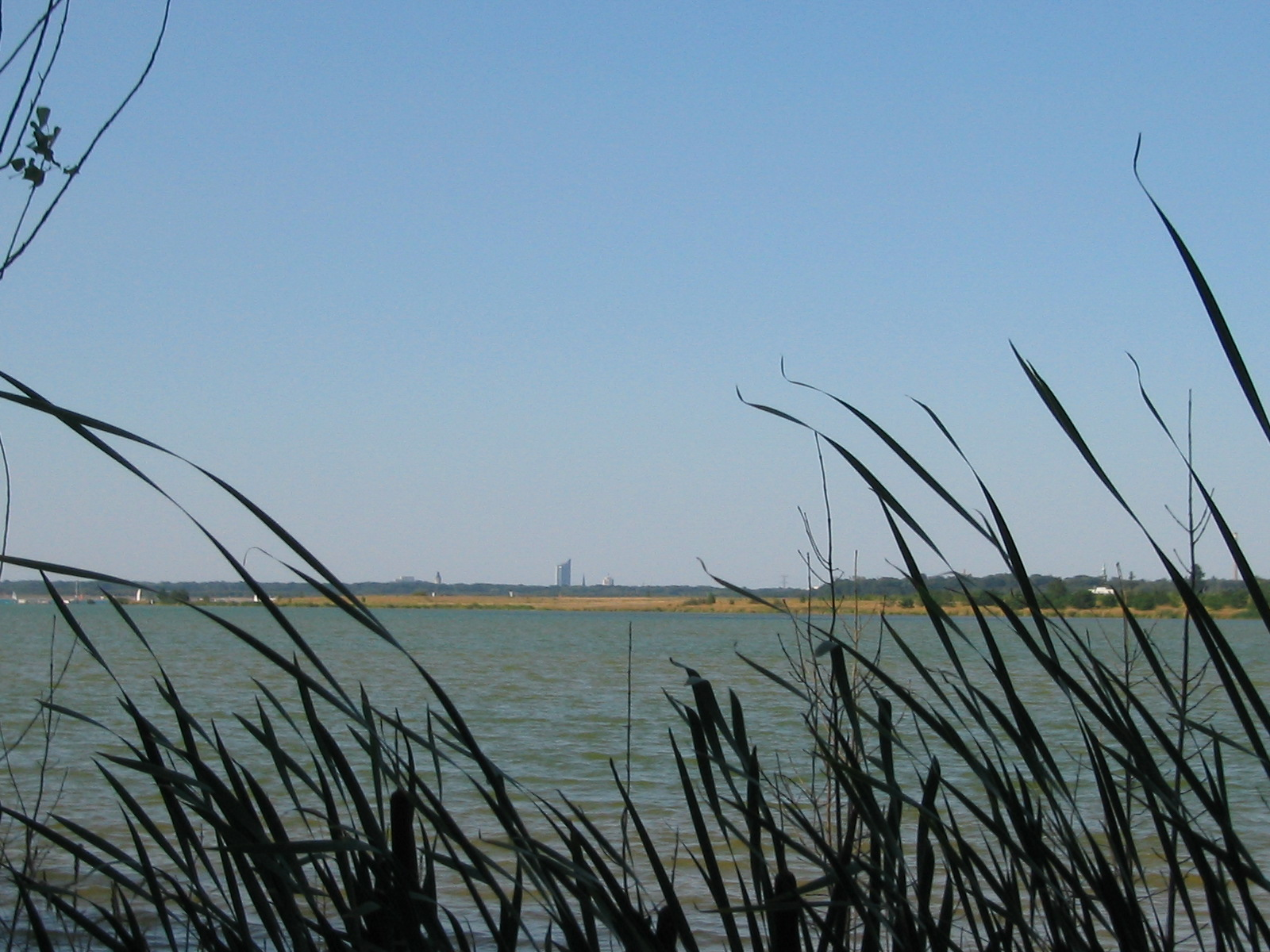
Der Cospudener See

Insbesondere um den Wasserhaushalt des verbliebenen Auenwaldes nach der durch den Bergbau erfolgten Absenkung des Grundwasserspiegels zu normalisieren, aber auch um Naherholungsgebiete als Bergbaufolgelandschaft zu schaffen, wurde beschlossen, den ehemaligen Tagebau als See zu nutzen. Unmittelbar nach Stilllegung des Tagebaus begannen die Arbeiten zur Flutung des Restloches des Tagebaus Cospuden, das an seinem südlichen Ende auch noch einen Teil des Tagebaus Zwenkau umfasste. Es mussten über zehn Kilometer Böschungen gesichert werden, um ein Abrutschen in den See zu verhindern. Außer dem Grund- und Niederschlagswasser wurden dem See Bergbauwässer aus den Tagebauen Zwenkau (ab 1994) und Profen (ab 1998) zugeführt. Im Jahr 2000 war bereits der Endwasserstand von 110 m ü. NN erreicht. Durch diese schnelle Flutung konnte eine Versauerung des Sees durch Pyritoxidation verhindert und die zur Nutzung durch Naherholung notwendige Wasserqualität erreicht werden.
Die Rekultivierung umfasste auch die Anlage eines Naherholungsgebietes mit Strand und Landschaftspark, das zusammen mit dem See im Rahmen der Expo 2000 am 1. Juni 2000 eröffnet wurde. Damit ist Cospuden ein gelungenes Beispiel für die wasserwirtschaftliche Sanierung eines ehemaligen Tagebaus und seine touristische Nutzung.